# Hermann von Ravensberg
Hermann von Ravensberg (* im 12. oder 13. Jahrhundert; † 1265) war von 1249 bis 1265 Domherr in Münster.

## Leben
Hermann von Ravensberg wurde als Sohn des Grafen Hermann II. von Ravensberg und dessen Gemahlin Jutta von Thüringen, Tochter des Landgrafen Ludwig II. von Thüringen, geboren. Seine Brüder Otto und Ludwig stritten lange Zeit über das Erbe und einigten sich 1226 mit einem Teilungsvertrag, der die Grafschaft Ravensberg erheblich schwächte und schließlich zu deren Untergang führte.
Als Zweitgeborener kam Hermann als Nachfolger seines Vaters nicht in Frage. So wurde er von diesem mit einer Präbende versorgt.
Über Hermanns Wirken gibt die Quellenlage wenig Aufschluss. Am 11. Juli 1249 findet er als Domherr zu Münster urkundliche Erwähnung. Er blieb bis zu seinem Tode in diesem Amt.